# Verificacionisme
El verificacionisme és el terme que s'empra per oposició al falsacionisme. Si en aquest darrer el que se cerca és el fet observacional que pugui anul·lar la hipòtesi inicial (i si no es troba, la hipòtesi es reforça d'alguna manera), en el verificacionisme es considera que han d'afegir-s'hi fets observacionals que corroborin la hipòtesi, amb la qual cosa aquesta queda inductivament consolidada.
Ambdós conceptes (falsacionisme i verificacionisme) s'inscriuen en el problema de l'inductivisme, posat de manifest per primera vegada per David Hume. La crítica al verificacionisme s'inscriu dins de les crítiques que realitza Karl Popper al neopositivisme.
El problema de la inducció neix del fet que no es pot afirmar quelcom universal a partir de les dades particulars que ofereix l'experiència. Per molts milions de corbs negres que es vegin, no serà possible afirmar que «tots els corbs són negres». En canvi, si es troba un sol corb que no sigui negre, es podrà afirmar que «no tots els corbs són negres». Per aquesta raó Popper introdueix el falsacionisme com un criteri de demarcació científica.
Popper sentia una certa aversió per les teories de Marx i de Freud. En canvi, deia que la teoria de la relativitat d'Einstein tenia quelcom que la feia més creïble: era que el seu autor havia indicat les circumstàncies en què la teoria seria falsa. Popper conclogué que aquesta hauria de ser la vertadera actitud científica, que contrastaria amb les actituds dogmàtiques de Marx i de Freud, que constantment cercaven verificar llurs pròpies teories. La vertadera actitud científica és l'actitud crítica, a causa que aquesta no apunta a la verificació (no cerca proves per demostrar la seva veracitat), sinó que busca les revisions crítiques que puguin rebatre la teoria.